# CEA Valduc
CEA Valduc est un site de recherche et de production d'armes nucléaires dépendant de la Direction des applications militaires du Commissariat à l'énergie atomique (CEA), situé en France sur la commune de Salives (dans le département de la Côte-d'Or et la région Bourgogne-Franche-Comté).

## Historique
Créé en 1957, le centre n’était à l'origine qu’une annexe de Bruyères-le-Châtel, dénommée Annexe D1. Le CEA a acquis un terrain de 588 ha, dont 413 boisés, mais le centre proprement dit n’occupe que 180 ha.
En 1961 est mis en service un réacteur à neutrons rapides dénommé Rachel, probablement le premier réacteur rapide utilisé pour les expériences de criticité en France.
Pendant les années 1960, Valduc assure la promotion au grade d’ingénieur de jeunes techniciens et de chercheurs nucléaire au CEA sous la responsabilité du professeur Jean-Jacques Gallay.
De 1980 à 1993, l'Armée de l'Air a utilisé un espace de 40 ha, et y a fait fonctionner une installation d'assemblage de têtes nucléaires pour missiles air-sol ASMP et sol-sol Hadès.
En 1996, la restructuration de la Direction des applications militaires regroupe à Valduc les activités et les employés du CEA de Bruyères-le-Châtel concernés par les matières nucléaires.
Au cours des années suivant la signature des Traités de Londres (2010) - connus aussi sous le nom d'Accords de Lancaster House - entre le président français Nicolas Sarkozy et le premier ministre britannique David Cameron, une installation commune de radiographie éclair dénommée EPURE, est construite dans le cadre du programme TEUTATES. L'outil de radiographie Airix permet d’optimiser les modèles de physique utilisés pour simuler numériquement les premières phases du fonctionnement des armes nucléaires, afin d'en garantir la fiabilité, à la suite de la ratification en 1998 par les deux pays du Traité d’Interdiction Complète des Essais nucléaires [TICE].

## Directeurs du centre
- Dépend du centre de Bruyères-le-Châtel (1957-1962)
- Jean Lahilhanne (1962)[4]
- André Chaudière (1969)[4]
- Pierre Lécorché (1973)[4]
- Jean Ohmann (1978)[4]
- Claude Vergne (1985)[4]
- Marcel Jurien de la Gravière (1989)[4]
- Alain Gourod (1995)[4]
- Robert Reisse (1998)[4]
- Jean-François Sornein (2000)[4]
- Robert Isnard (2005)[4]
- Régis Baudrillart (2007)[4]
- François Bugaut (2011)
- Marianne Sécheresse (depuis 2021)[5]

## Emploi et activité
Le site emploie environ 1000 personnes salariées du CEA et environ 300 autres, déléguées par des entreprises sous-traitantes de droit privé.
Le 14 août 2013, un journaliste de France Info révèle que le site de recherche utilise des cocotte-minutes, telles qu'on les trouve dans le commerce pour transporter, à l'intérieur du site, des « matériaux sensibles », à savoir des lingots de plutonium. On apprend alors que l'industrie nucléaire utilise des cocottes-minute depuis des décennies, qu'elles sont même homologuées par l'Autorité de sûreté nucléaire (ASN), et qu'elles sont plébiscitées comme récipients grâce à leur excellent rapport qualité/prix.